# Hartman Bjørnson
Alfred Hartman Bjørnson (Stavanger, 1889. február 2. – Stavanger, 1974. szeptember 25.) olimpiai bajnok norvég tornász.
Az 1912. évi nyári olimpiai játékokon indult tornában és csapat összetettben szabadon választott szerekkel olimpiai bajnok lett.